# Matteus
Matteus (מתי/מתתיהו, hebreiska, tiberiansk hebreiska: Mattay eller Mattithyahu, "Guds gåva"; grekiska: Ματθαίος, Matthaios, Matthaíos), även kallad Sankt Matteus, är enligt traditionen Matteusevangeliets författare. I modern historisk-kritisk bibelforskning hålls det dock ofta för tveksamt om detta kan vara fallet. Matteus var en av Jesu tolv apostlar; i evangelierna kallas han även Levi. I Romersk-katolska kyrkan är Matteus skyddspatron för skatteindrivare, tulltjänstemän, bokhållare och växlare. Hans helgondag i romersk-katolska helgonkalendern firas den 21 september.
Matteus reliker vördas i katedralen San Matteo i Salerno i södra Italien.